# Саккос

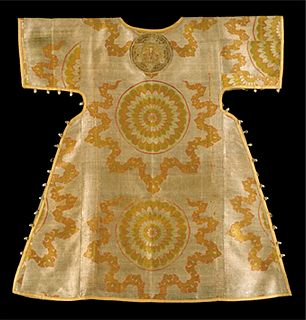
Саккос (XVII век, музей Бенаки, Афины)

Са́ккос (греч. σάκκος — «мешок» от ивр. שַׂק‎ — мешок, одежда из мешковины, надеваемая в знак скорби) — верхнее архиерейское богослужебное облачение, аналогичное иерейской фелони и имеющее то же символическое значение. 
В других источниках указано что Саккос — верхняя архиерейская одежда, заменяющая собою фелонь и имеющая одинаковое с ней духовное значение, то есть означает в духовном смысле вретище, напоминает о хламиде и смирении Спасителя, и также имела названия Сак или Сакос (м., греч. ) как архиерейское облаченье, сверх подризника. По покрою представляет собой длинную просторную одежду, до пят (обычно не сшитую по бокам) из богатой ткани с короткими широкими рукавами и вырезом для головы. В богослужебную практику саккос стал входить в XI—XII веках.

## Духовное и Символическое значения
В духовном смысле саккос напоминает о той червлёной ризе, в которую был облечён Христос (Ин. 19:2-5). Епископ, облачаясь в саккос, обязан вспоминать унижение и смирение Иисуса Христа. Звонцы, привешиваемые к саккосу по подобию звонцов на одежде ветхозаветных первосвященников, означают благовестие слова Божия, исходящее из уст епископа. На саккосе имеются 33 фибулы-пуговицы (по 16 на боках и одна около выреза для головы), которые  напоминают о числе лет, прожитых Христом на земле. Под саккос надеваются: епископский подризник, часто называемый подсаккосником, епитрахиль и пояс. Поверх саккоса надеваются омофор, панагия, наперсный крест, палица (лямка палицы надевается на левое плечо епископа под саккосом поверх пояса).

## История облачения
Первоначально саккосы жаловались византийскими императорами константинопольским патриархам и надевались ими лишь трижды в год (на Пасху, Пятидесятницу и Рождество Христово). В другом источнике указано что по мнению одних, в древности саккосы был царской одеждой, которая христианскими государями пожалована была константинопольским патриархам и сделалась их отличием. В XIV—XV века право ношения саккоса переходит от константинопольских патриархов к прочим патриархам и митрополитам. В Русской церкви саккос известен с начала XIV века, — известен расшитый жемчугом саккос 1364 года московского митрополита Алексия, хранящийся в Оружейной палате. С XIV века появляется в Русской церкви как одеяние митрополитов, с 1589 года и патриарха. В XVII веке саккосами награждаются некоторые архиепископы. С 1702 года Пётр Первый жалует саккосом некоторых архиепископов и епископов, а с 1705 года он становится общей одеждой всех епископов.

## Знаменитые предметы
- Большой саккос митрополита Фотия